# HD 171238
HD 171238 är en ensam stjärna belägen i den mellersta delen av stjärnbilden Skytten. Den har en  skenbar magnitud av ca 8,61 och kräver en stark handkikare eller ett mindre teleskop för att kunna observeras. Baserat på parallax enligt Gaia Data Release 2 på ca 22,3 mas, beräknas den befinna sig på ett avstånd på ca 146 ljusår (ca 45 parsek) från solen. Den rör sig bort från solen med en heliocentrisk radialhastighet på ca 21 km/s.

## Egenskaper
HD 171238 är en gul till vit stjärna i huvudserien av spektralklass G8 V. Den har en massa som är ca 0,95 solmassor, en radie som är ungefär lika med en solradie och har ca 0,9 gånger solens utstrålning av energi från dess fotosfär vid en effektiv temperatur av ca 5 500 K.

## Planetsystem
I augusti 2009 upptäcktes en exoplanet i omlopp kring HD 171238.
| Planet | Massa           | Halv storaxel (AE) | Siderisk omloppstid (d) | Excentricitet | Inklination | Radie |
| ------ | --------------- | ------------------ | ----------------------- | ------------- | ----------- | ----- |
| b      | ≥2,72 ± 0,49 MJ | 2,57 ± 0,16        | 1 532 ± 12              | 0,234 ± 0,028 | -           | -     |